# Julia Campbell
Julia Campbell (Huntsville, Alabama, 12 de março de 1962) é uma atriz norte-americana mais conhecida pelo seu papel como "menina má", Christie Masters Christianson, no filme Romy and Michele's High School Reunion de 1997.

## Trabalhos
| Filme                                          | Personagem                        | Obs                           |
| ---------------------------------------------- | --------------------------------- | ----------------------------- |
| Dexter                                         | Sally Mitchell                    | 5 episódios (2009)            |
| Scrubs                                         | Srtª. Fremont                     | 1 episódio (2009)             |
| House M.D                                      | Melanie                           | 1 episódio (2009)             |
| In Treatment                                   | Olivia                            | 2 episódios (2008             |
| Pushing Daisies                                | Emma Newsome                      | 1 episódio (2007)             |
| Desperate Housewives                           | Muriel                            | 1 episódio (2007)             |
| 3 lbs.                                         | Roberta Mack                      | 1 episódio (2006)             |
| Two and a Half Men                             | Francine                          | 1 episódio (2006)             |
| Tillamook Treasure                             | Kathryn Kimbell                   | 2006                          |
| Big Love                                       | Vicky Nabors                      | 1 episódio                    |
| Still Standing                                 | Shelly                            | 3 episódios (2004-2005)       |
| Kicking & Screaming                            | Janet Davidson                    | 2005                          |
| Crossing Jordan                                | Maddy Whitford                    | 1 episódio (2003)             |
| Ally McBeal                                    | Ms. Bridgeman                     | 1 episódio (2002)             |
| Rose Red                                       | Ellen Rimbauer                    | 2002                          |
| The Funkhousers                                | Mãe                               | 2002                          |
| Reba                                           | Caroline                          | 1 episódio (2001)             |
| Scrubs                                         | Srtª. Fremont                     | 1 episódio                    |
| Judging Amy                                    | Calla Hawkins                     | 1 episódio (2001)             |
| Thank Heaven                                   | Victoria Brady (2001)             |                               |
| Bounce                                         | Sue                               | 2000                          |
| Friends                                        | Whitney                           | 1 episódio (2000)             |
| Bull                                           | Dr. Mary Parker                   | 1 episódio                    |
| Oh, Grow Up                                    | Julie Sheffield                   | 1999                          |
| A Slight Case of Murder                        | Patricia Stapelli                 | 1999                          |
| Martial Law                                    | Melanie George                    | 5 episódios (1998-1999)       |
| The Pretender                                  | Kristi Kincaid                    | 1 episódio (1998)             |
| The Practice                                   | A.D.A Fields                      | 1 episódio (1998)             |
| Poodle Springs                                 | Miriam 'Muffy' Blackstone-Nichols | 1998                          |
| Legion of Fire: Killer Ants!                   | Laura Sills                       | 1998                          |
| Seinfeld                                       | Lisi, amiga da Elaine             | 1 episódio (1998)             |
| Rough Draft                                    | Juliette                          | 1998                          |
| Romy and Michele's High School Reunion         | Christy Masters                   | 1997                          |
| Men Behaving Badly                             | Cherie Miller                     | 2 episódios (1996)            |
| Champs                                         | Doris                             | 6 episódios (1996)            |
| Party of Five                                  | Monica                            | 1 episódio (1995)             |
| A Whole New Ballgame                           | Meg O'Donnell                     | 7 episódios (1995)            |
| The Young Indiana Jones Chronicles             | Kitty                             | 1994                          |
| Blue Skies                                     | Ellie                             | 1994                          |
| The Twilight Zone: Rod Serling's Lost Classics | Maureen                           | Segmento "Where the Dead Are" |
| Murder, She Wrote                              | Sharon Baskin                     | 1 episódio (1993)             |
| Cutters                                        | Lynn Fletcher                     | 1993                          |
| Herman's Head                                  | Elizabeth                         | 5 episódios (1992)            |
| Eastwick                                       | Jane Hollis                       | 1992                          |
| Ned Blessing: The True Story of My Life        | Jilly Blue                        | 1992                          |
| Livin' Large!                                  | Missy Carnes                      | 1991                          |
| Johnny Ryan                                    | Eve Manion                        | 1990                          |
| Opportunity Knocks                             | Dr. Annie Malkin                  | 1990                          |
| Knight & Daye                                  | Janet Glickman                    | 1 episódio (1989)             |
| Women in Prison                                | Vicki Springer                    | 1987                          |
| Werewolf                                       | Sally                             | 1 episódio (1987)             |
| Body Count                                     |                                   | 1987                          |
| Santa Barbara                                  | Courtney Capwell                  | Vários episódios (1986)       |
| Ryan's Hope                                    | Katie Thompson                    | Vários episódios (1984-1985)  |